# Louis Lewin

Louis Lewin, um 1887

Louis Lewin (* 9. November 1850 in Tuchel, Westpreußen; † 1. Dezember 1929 in Berlin) war ein deutscher Arzt, Pharmakologe, Toxikologe und Autor. Er ist der Begründer der Industrietoxikologie und modernen Suchtmittelforschung.

## Leben
Louis Lewin wurde als Sohn von Rahel und Hirsch Lewin geboren, die ursprünglich Appelbaum hießen und aus einer polnischen Provinz in Russland stammten. Sein Vater war von Beruf Schuhmacher und ein hervorragender Kenner der hebräischen Sprache. 1856 zog die Familie nach Berlin, ins „Scheunenviertel“; die finanzielle Lage war schlecht. Louis Lewin verdiente hinzu, kaufte Bücher und lernte im Selbststudium Deutsch. 1864 wurde er im Friedrichwerderschen Gymnasium aufgenommen, wo er 1871 das Reifezeugnis erhielt, so dass er Medizin an der Friedrich-Wilhelms-Universität (jetzt: Humboldt-Universität zu Berlin) studieren konnte. Bereits als Medizinstudent veröffentlichte er 1874 einen Artikel über den Morphinismus.
1875 promovierte er mit seiner Preisarbeit Experimentelle Untersuchungen über die Wirkung des Aconitin auf das Herz. Die Approbation als Praktischer Arzt erhielt er am 16. Februar 1876. Wenige Monate später unterzog er sich einer militärischen Grundausbildung und wurde Mitte 1877 zum Assistenzarzt der Reserve ernannt; im Herbst zog er nach München und arbeitete in Forschungslabors über Stoffwechsel und Hygiene bei Carl von Voit und Max von Pettenkofer. 1878 bewarb er sich vergeblich bei Oskar Liebreich um eine Assistentenstelle am Pharmakologischen Institut in Berlin und zog dorthin; er durfte am Institut forschen, bekam jedoch nicht die Räumlichkeiten, die er als Privatdozent brauchte – sein Äußeres machte einen exzentrischen Eindruck, er ließ sich nicht christlich taufen und blieb zeitlebens nichtbeamtet.
1881 habilitierte er sich in Arzneimittellehre (jetzt: Pharmakologie), Toxikologie und Hygiene. Er heiratete Clara Wolff, die ihn bei seiner umfangreichen Autorentätigkeit durch Korrekturlesen unterstützte. 1893 bekam er den Professorentitel, jedoch keinen offiziellen Lehrauftrag. Er unterrichtete Studenten und auch Nichtmediziner in überfüllten privaten Räumlichkeiten neben der Charité über Wirkungen und Nebenwirkungen von Arzneimitteln.

Im Jahre 1887 reiste er in die USA und nach Kanada. Die Eindrücke dieser Reise hielt er in einem Reisetagebuch für seine Frau fest, das posthum veröffentlicht wurde. Er kam mit einigen Peyotl-Stücken (Mescale buttons) zurück nach Berlin und identifizierte ihre Inhaltsstoffe. Schwerpunkt seiner Forschung und Lehre wurden allmählich die gewerblichen Vergiftungen und die Hilfe für Giftarbeiter; dafür wurde er 1919 ordentlicher Honorarprofessor an der Technischen Hochschule in Berlin-Charlottenburg. Am 1. Oktober 1923 erhielt er endlich einen offiziellen Lehrauftrag. Im Wintersemester 1924/25 hielt er eine wichtige Vorlesung: Die Lehre von den Giften, Betriebsgiften, Unfallvergiftungen, Gewerbekrankheiten mit Projektionen und Besichtigungen von Betrieben, Sonnabends 12–14 Uhr. Louis Lewin war der Auffassung:

„Die Tabakenthaltsamkeit, als Produkt subjektiver Auffassung, ist ebenso anzuerkennen wie das Alkoholabstinententum oder der Weiberhaß oder viele andere Minusleidenschaften. Aber man beschränke sich auf sich selbst! Will man schon an Menschheitszuständen bessern, so gibt es wahrlich bedeutsamere Aufgaben, z. B. die Besserung von lebensverkürzenden Arbeitseinflüssen und Arbeitsbedingungen bei vielen Tausenden von Menschen.“

In ungezählten Gerichtsverhandlungen trat er als Gutachter auf. Zusammen mit August Bebel und Rosa Luxemburg war er Mitglied in einem „Komitee für Obdachlosenasyl“. Lewin war ein großzügiger Förderer von Künstlern, u. a. von Richard Strauss und Hans Pfitzner.
Louis Lewin starb im Alter von 79 Jahren nach einer monatelangen Blutvergiftung (Sepsis). In einem Nachruf von 1930 wurde die Frage gestellt, „[…] was war die Ursache für den auffälligen Kontrast zwischen Leistung und Laufbahn in diesem Leben? War es nur Eifersucht der Konkurrenten, nur Rassenfeindschaft, nur Scheu vor dem gewiß nicht ‚bequemen‘ Kollegen? […] Gerade sein Temperament und seine gefühlsmäßige Parteinahme für die nach seiner Meinung zu unrecht Verfolgten, für die wirtschaftlich Schwachen usw. trübten ihm den sonst oft so scharfen kritischen Blick und rissen ihn zu voreiligen Schlüssen hin, die seinen Meinungsäußerungen in den Augen der Besonnenen viel an Kredit nahmen.“
1979 schrieb der Medizinhistoriker Erwin Heinz Ackerknecht zu seinem 50. Todestag: „Es ist paradox, aber wer LEWIN gekannt, verehrt, geliebt hat, empfindet ein gewisses Gefühl der Erleichterung, daß es einem der größten der vielen großen Juden in der deutschen Medizingeschichte vergönnt war, vor 1933 zu sterben.“
Clara Lewin, seine Witwe, wurde im KZ Theresienstadt umgebracht.

## Leistungen

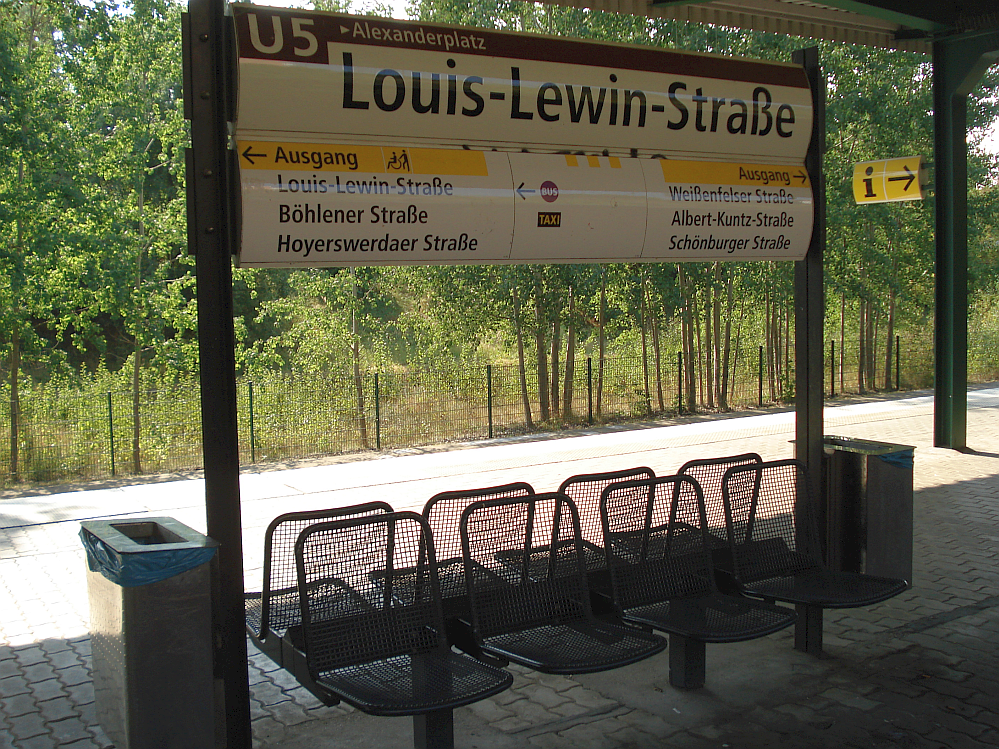
Der U-Bahnhof Louis-Lewin-Straße der Linie U5 in Berlin-Hellersdorf

Von Louis Lewin stammen grundlegende toxikologische Feststellungen:
- Es gibt kein einziges chemisch bekanntes Gift, das – beliebig lange Zeit Tieren eingeführt – ein Gegengift im Blute entstehen lässt, dem die Fähigkeit zukommt, in irgendeiner Weise das Gift unschädlich zu machen.
- Kein Alkaloid, kein Glykosid, keine blutverändernden oder anderswie giftigen, chemisch gekannten Substanzen aus der Reihe der anorganischen oder organisch synthetischen Stoffe können durch die Serologie gehindert werden, ihre Giftwirkung zu entfalten.
- „Wer da sagt, daß ihm ein Gift nichts anhaben kann, der irrt sich. Jeder Mensch wird von Gift geschädigt, der eine früher, der andere später, der eine mehr, der andere weniger. […] Eine Krankheit, die durch ein Gift gekommen ist, kann man gewöhnlich nicht leicht von einer wirklichen Krankheit unterscheiden, weil die Leiden durch Gifte und die bei einer Krankheit kommenden sich zum Verwechseln ähnlich sein können.“ (Allgemeines Belehrungsblatt für Giftarbeiter, 1907)

Er beschrieb 1888 den nach ihm benannten Kaktus Anhalonium lewinii (Lophophora williamsii, Peyote) und untersuchte sein chemisches Prinzip, das er „Anhalonin“ (meskalinhaltige Alkaloidfraktion) nannte. Weiterhin erstellte er ein Klassifikationssystem für Drogen und psychoaktive Pflanzen, basierend auf ihrer pharmakologischen Wirkung. Seine originale Einteilung war:
- Inebriantia (Inebrianzien – wie Alkohol oder Ether),
- Exitantia (Stimulanzien – wie Khat oder Amphetamine),
- Euphorica (Euphorika und Narkotika – wie Heroin),
- Hypnotica (Tranquilizer – wie Kava),
- Phantastica (Halluzinogene bzw. Entheogene – wie Peyote oder Ayahuasca).

Ein Schwerpunkt der wissenschaftlichen Arbeiten von Lewin betraf die Erforschung von Rauschgiften. Das betraf auch die Abhängigkeit vom Morphin und die Behandlung des Morphinismus. Hierzu gab es eine Auseinandersetzung von Lewin mit Sigmund Freud. Freud sah in seiner wissenschaftlichen Anfangsphase das Cocain als das Mittel der Wahl zur Behandlung des Morphinismus. Lewin war der Erste, der auf die Gefahren einer Cocainbehandlung von Morphinabhängigen hinwies. In seinem Buch Phantastica schreibt er dazu u. a.: „[…] Ich erhob sofort dagegen Einspruch und sagte voraus, es würde dadurch erreicht werden, daß ein solcher Mensch dann beide Stoffe gebrauchen, daß er dann einer ‚gepaarten Leidenschaft‘ sich hingeben würde […]“.
In ihrer Doktorarbeit über Louis Lewin kommt Brigitte Hoppe zu dem Schluss: „Es steht außer Zweifel, daß Louis Lewin, wie etwa auch der Pharmakologe Rudolf Kobert zu den letzten großen ‚Enzyklopädisten‘ gehörten, welche experimentelle Einzelforschung auf verschiedenen Gebieten durch ihren polyhistorischen Ansatz zu einem Gesamtbild zu integrieren strebten […]“

## Ehrungen

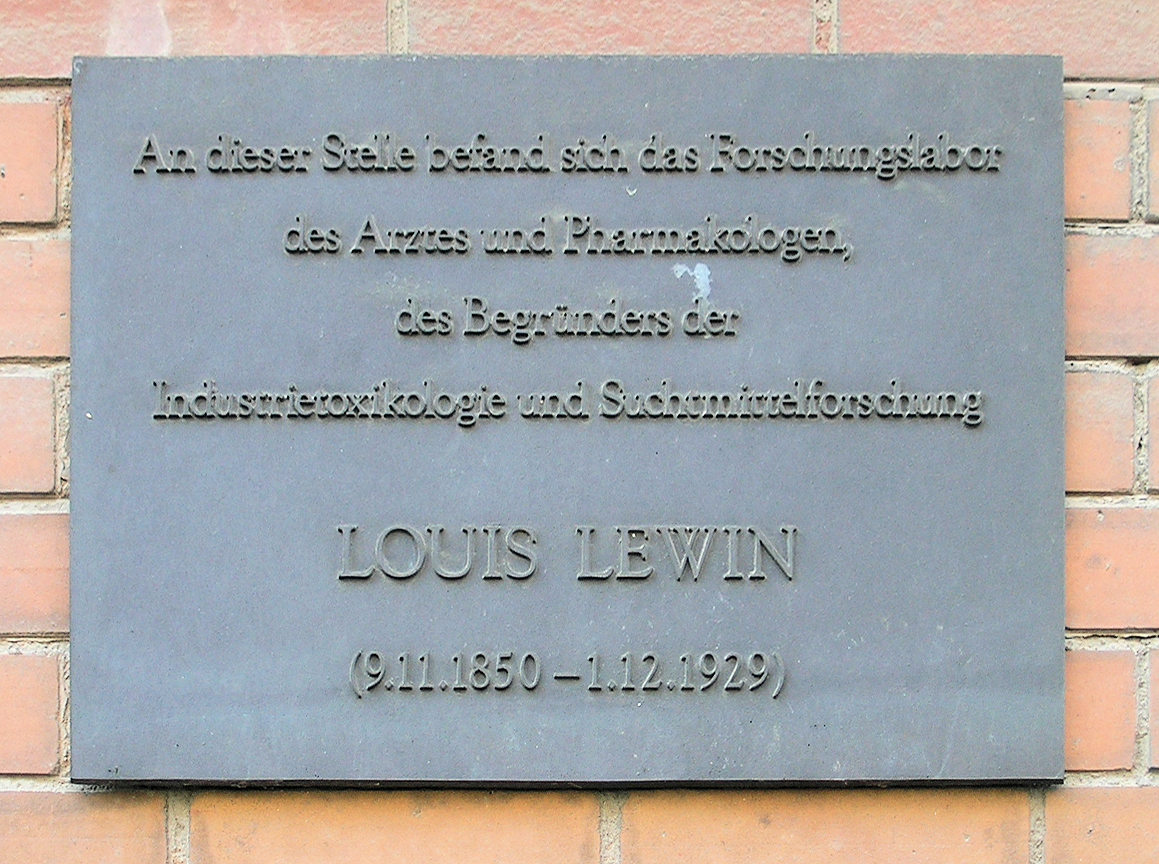
Gedenktafel am Haus Ziegelstraße 5 in Berlin-Mitte

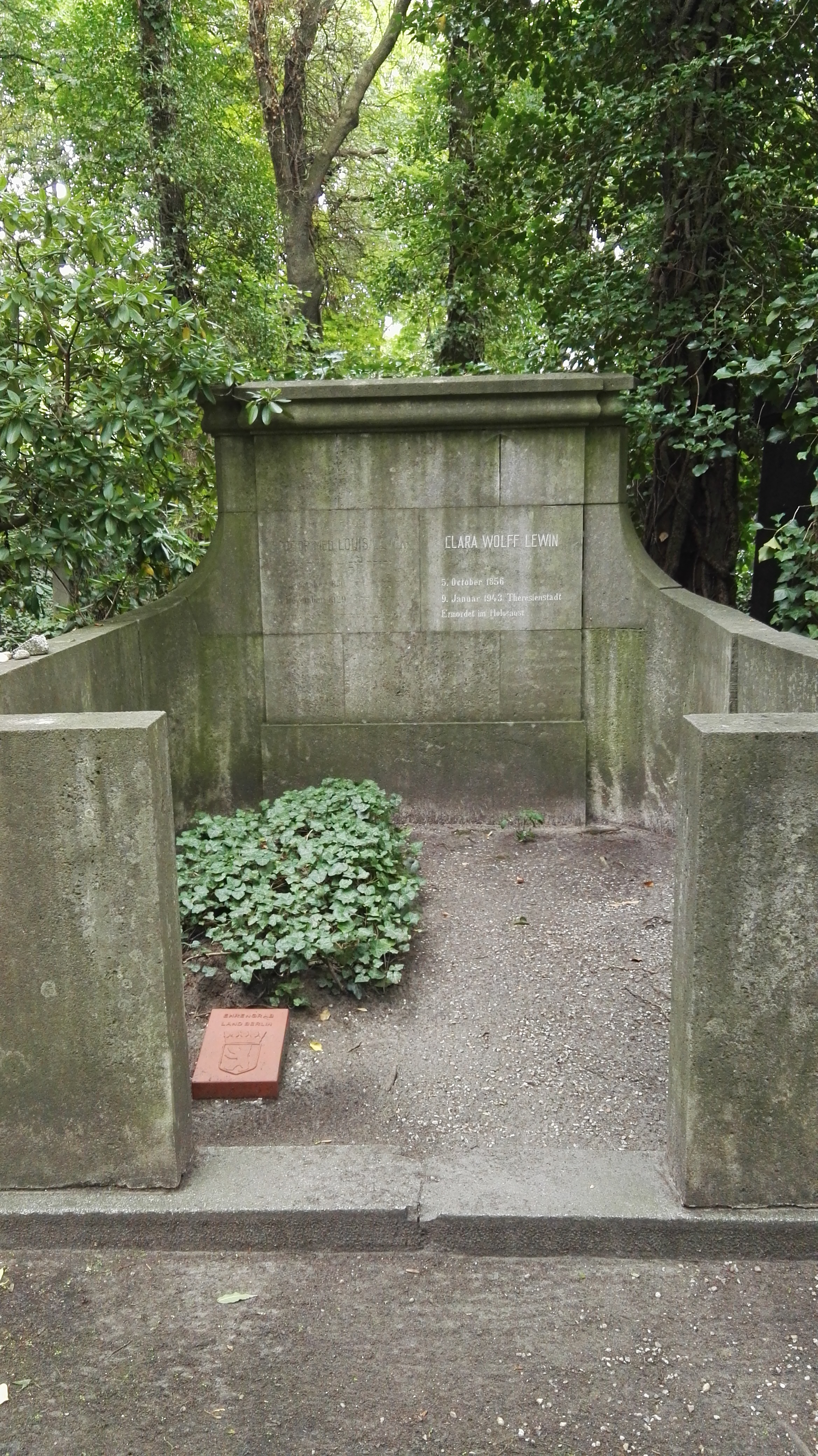
Grabstätte

Sein Ehrengrab befindet sich auf dem Jüdischen Friedhof Berlin-Weißensee (Grabnummer 79405, Feld M I, Erbreihe 475). Es wurde 1981 von der jüdischen Gemeinde restauriert.
Am 23. Oktober 1981 wurde zu Ehren Lewins gemeinsam von der Akademie der Wissenschaften der DDR, dem Fachverband Toxikologie der Chemischen Gesellschaft der DDR und der Königlich Schwedischen Akademie der Wissenschaften ein Symposium veranstaltet.
Im Berliner Stadtteil Hellersdorf tragen eine Straße (vorher nach Paul Verner benannt) und ein Bahnhof der U-Bahn-Linie 5 seinen Namen. Im Oktober 1992 fand im Kulturforum Berlin-Hellersdorf wiederum ein Symposium statt, die Hellersdorfer Heimathefte druckten die dort vorgetragenen Beiträge mit Bildmaterial. Zu der Veranstaltung waren Lewins Enkelin Gabrielle Forrest aus den USA und der Lewin-Kenner Bo Holmstedt aus Schweden angereist.
In der Nähe seiner Wirkungsstätte ist eine Gedenktafel angebracht.

## Schriften
Ein vervollständigtes Verzeichnis seiner pharmakologischen und toxikologischen Untersuchungen, Abhandlungen und Werke (1874–1929) mit 265 Titeln steht in: Der Toxikologe Louis Lewin (1850–1929). Hrsg.: R. Klaus Müller, Bo Holmstedt, Karlheinz Lohs. Leipzig 1982. Einige Veröffentlichungen werden immer wieder neu aufgelegt.
- Über Morphiumintoxikationen. In: Deutsche Zeitschrift für Praktische Medizin. 1874, Nr. 27, S. 240 f.
- Die Nebenwirkungen der Arzneimittel. Pharmakologisch-klinisches Handbuch. Verlag August Hirschwald, Berlin 1881.
- Die Arzneimittel und ihre Dosierung – zum Gebrauche für Vorlesungen und die ärztliche Praxis. Grosser, Berlin 1884 Digitalisierte Ausgabe der Universitäts- und Landesbibliothek Düsseldorf.
- Lehrbuch der Toxikologie – für Aerzte, Studirende und Apotheker; mit 8 Holzschnitten u. 1 Taf. Urban & Schwarzenberg, Wien & Leipzig 1885 Digitalisierte Ausgabe der Universitäts- und Landesbibliothek Düsseldorf.
- Die Pfeilgifte – historische und experimentelle Untersuchungen. Reimer, Berlin 1894 Digitalisierte Ausgabe der Universitäts- und Landesbibliothek Düsseldorf.
- Lehrbuch der Toxikologie.	Urban & Schwarzenberg, Wien u. a. 1897 Digitalisierte Ausgabe der Universitäts- und Landesbibliothek Düsseldorf.
- Über Areca catechu, Chavica betle und das Betelkauen. Enke, Stuttgart 1889 Digitalisierte Ausgabe der Universitäts- und Landesbibliothek Düsseldorf.
- Mit M. Brenning: Die Fruchtabtreibung durch Gifte und andere Mittel. Ein Handbuch für Ärzte und Juristen. A. Hirschwald, Berlin 1899; 2., umgearbeitete und vermehrte Auflage ebenda 1904.
- Allgemeines Belehrungsblatt für Giftarbeiter. Auf Grund der Verhandlungen der XIV. Conferenz der Centralstelle für Arbeiter-Wohlfahrtseinrichtungen. C. Heymanns Verlag, Berlin 1907.
- Die Kohlenoxydvergiftung. Ein Handbuch für Mediziner, Techniker und Unfallrichter. Springer, Berlin 1920.
- Die Gifte in der Weltgeschichte. Toxikologische allgemeinverständliche Untersuchungen der historischen Quellen. Julius Springer, Berlin 1920 Digitalisierte Ausgabe der Universitäts- und Landesbibliothek Düsseldorf. Nachdruck: Gerstenberg, Hildesheim 1983, ISBN 3-8067-2013-4.
- Phantastica. Die betäubenden und erregenden Genußmittel. Für Ärzte und Nichtärzte. Georg Stilke, Berlin 1924; 2., erweiterte Auflage ebenda 1927; mehrere Nachdrucke (Markt Erbach 1987) und Neudrucke (Linden 1980), z. B. Reprographischer Nachdruck: Gerstenberg, Hildesheim 1973, ISBN 3-8067-0247-0, sowie englische Ausgabe: Phantastica. Narcotic and Stimulating Drugs. London 1964.
- Gifte und Vergiftungen. Lehrbuch der Toxikologie. G. Stilke, Berlin 1929. Nachdruck: Haug, Heidelberg 1992, ISBN 3-7760-1286-2.
- Gottesurteile durch Gifte und andere Verfahren. Stilke, Berlin 1929.
- Durch die USA und Canada im Jahre 1887. Ein Tagebuch. Hrsg.: Bo Holmstedt und Karlheinz Lohs. 2., unveränderte Auflage. Springer, Berlin 1990, ISBN 3-540-52518-1.
- Beiträge zu Albert Eulenburgs Real-Encyclopädie der gesammten Heilkunde. Erste Auflage.
  - Band 1 (1880) (Digitalisat), S. 42–48: Abführmittel; S. 195–198: Aloe; S. 381–388: Antimon; S. 412–414: Antiseptica; S. 464–466: Apomorphin; S. 516–529: Arsen
  - Band 2 (1880) (Digitalisat), S. 117–118: Benzol; S. 236–256: Blei; S. 438–443: Brechmittel; S. 667–678: Carbolsäure
  - Band 3 (1880) (Digitalisat), S. 370–374: Coloquinthe
  - Band 4 (1880) (Digitalisat), S. 395–397: Elaterium
  - Band 6 (1881) (Digitalisat), S. 101–108: Glycerin; S. 127–128: Gratiola; S. 147–148: Gutti, Gummi guttae
  - Band 7 (1881) (Digitalisat), S. 95–97: Jalappe; S. 244–248 : Ipecacuanha
  - Band 9 (1881) (Digitalisat), S. 310–321: Morphin
  - Band 10 (1882) (Digitalisat), S. 157–171: Opium; S. 646–648: Pikrinsäure
  - Band 11 (1882) (Digitalisat), S. 486–487: Rhamnus cathartica; S. 487–489: Rheum; S. 503–505: Rhizinusöl; S. 623–624: Salicin; S. 624–632: Salicylsäure; S. 703: Scammonium
  - Band 12 (1882) (Digitalisat), S. 488–490: Senna
  - Band 13 (1883) (Digitalisat), S. 549–555: Thymol
- Zweite Auflage.
  - Band 1 (1885) (Digitalisat), S. 204–206: Adonis vernalis; S. 471–473: Anilin, Anilinvergiftung; S. 473–474: Anilinfarben; S. 547–551: Antipyrin